# Daniel Cordier (football)
Pour les articles homonymes, voir Daniel Cordier et Cordier (homonymie).
Daniel Cordier est un footballeur français né le 26 juillet 1942 à Anzin (Nord) et mort le 16 septembre 2024 à Troyes,.
Il est actif entre 1961 et 1975.

## Biographie
Daniel Cordier a fait toutes ses classes à l'US Valenciennes Anzin où il est resté treize ans. 
Surnommé la fouine et Arsène, il a commencé à jouer comme attaquant puis milieu dans les équipes de jeunes du club puis a intégré l'équipe professionnelle comme arrière-central.
Au total, il a disputé 91 matchs en Division 1 et 157 matchs en Division 2.

## Palmarès
- International militaire et amateur.